# Al Atkinson
Allen Edward Atkinson (Filadélfia, 28 de julho de 1943) é um ex-jogador profissional de futebol americano estadunidense.

## Carreira
Al Atkinson foi campeão do Super Bowl III jogando pelo New York Jets.